# Ichneumolaphria zikani
Ichneumolaphria zikani är en tvåvingeart som beskrevs av Carrera 1951. Ichneumolaphria zikani ingår i släktet Ichneumolaphria och familjen rovflugor. Inga underarter finns listade i Catalogue of Life.